# Francis Cabrel
Francis Cabrel (Astaffort, cerca de Agen, Francia, 23 de noviembre de 1953) es un cantautor y guitarrista  francés.

## Trayectoria artística
Nació en una familia modesta originaria de Friuli, Italia, de padre trabajador de una pastelería y madre empleada de una cafetería. Tiene una hermana, Martine, y un hermano, Philippe. Pasó su infancia en Astaffort (departamento de Lot y Garona). A los trece años, escuchó por primera vez en la radio "Like a Rolling Stone", un descubrimiento que tendría una influencia muy importante en su carrera.

Comenzó a componer con 16 años como por afición influido por cantantes como Bob Dylan, Neil Young o Leonard Cohen. Está casado y es padre de tres hijas: Manon, Aurélie y Thiu. Cantantes como Camilo Sesto, Shakira, Jarabe de Palo, Manzanita, Sergio Vargas, Muchachito Bombo Infierno o Dani Martín han interpretado una de sus canciones: Je l'aime à mourir. 
Tras 30 años de carrera, en 2011 actuó en concierto por primera vez en España.

## Discografía[3]

### Álbumes de estudio
- 1977: Les Murs de poussière
- 1979: Les Chemins de traverse
- 1980: Fragile
- 1981: Carte postale
- 1983: Quelqu'un de l'intérieur
- 1985: Photos de voyages
- 1988: Algo más de amor
- 1989: Sarbacane
- 1994: Samedi soir sur la terre
- 1999: Hors-saison
- 2004: Les Beaux Dégâts
- 2008: Des roses et des orties
- 2012: Vise le ciel
- 2015: In extremis
- 2020: À l'aube revenant

### Álbumes en directo
- 1984: Cabrel public
- 1987/88: Laissez chanter les enfants (con el grupo boliviano Kala Marka)
- 1991: D'une Ombre à l'autre
- 2000: Double Tour
- 2005: La Tournée des Bodégas
- 2016: L'In extremis Tour
- 2021: Trobador Tour

### Recopilaciones
- 1987: Cabrel 77-87
- 2007: L'essentiel 77-07